# Фрайгунг
Фрайгунг (нім. Freihung) — громада в Німеччині, розташована в землі Баварія. Підпорядковується адміністративному округу Верхній Пфальц. Входить до складу району Амберг-Зульцбах.
Площа — 46,34 км2. Населення становить 2503 ос. (станом на 31 грудня 2020).